# Arshile Gorky
Arshile Gorki (en armeni: Արշիլ Գորկի), de nom real Vosdanik Manoug Adoian (Վոստանիկ Մանուկ Ադոյան), nasqué el 14 d'abril del 1904 a Hayotz Dzor (a Van, Imperi otomà) i va morir el 21 de juliol del 1948 a Sherman, Connecticut (Estats Units), i fou un pintor armeni naturalitzat nord-americà.
La crítica internacional el va reconéixer al final de la Segona Guerra Mundial com un pioner de l'expressionisme abstracte i l'abstracció lírica.

## Biografia
Nascut a la vora del llac Van, al poble de Khorkom, a l'Imperi otomà, Vosdanik Manoug Adoian tenia dos anys quan el seu pare marxà cap als Estats Units. Va escapar del genocidi armeni del 1915 i es va refugiar amb sa mare i la seua germana a Erevan, l'Armènia russa. Sa mare va morir durant la fam de l'hivern del 1918-1919.
Va emigrar als Estats Units el 1920 per a viure amb son pare a Boston, i hi va portar una vida bohèmia. Primerament es va establir a Providence, Rhode Island, i es va matricular a l'Escola de Dibuix. Se n'anà a Nova York el 1925 i es va formar en la Grand Central School of Art, en què més tard seria professor. Les seues primeres pintures van rebre la influència de Cézanne i Picasso. Més endavant, s'inspira en l'automatisme surrealista.

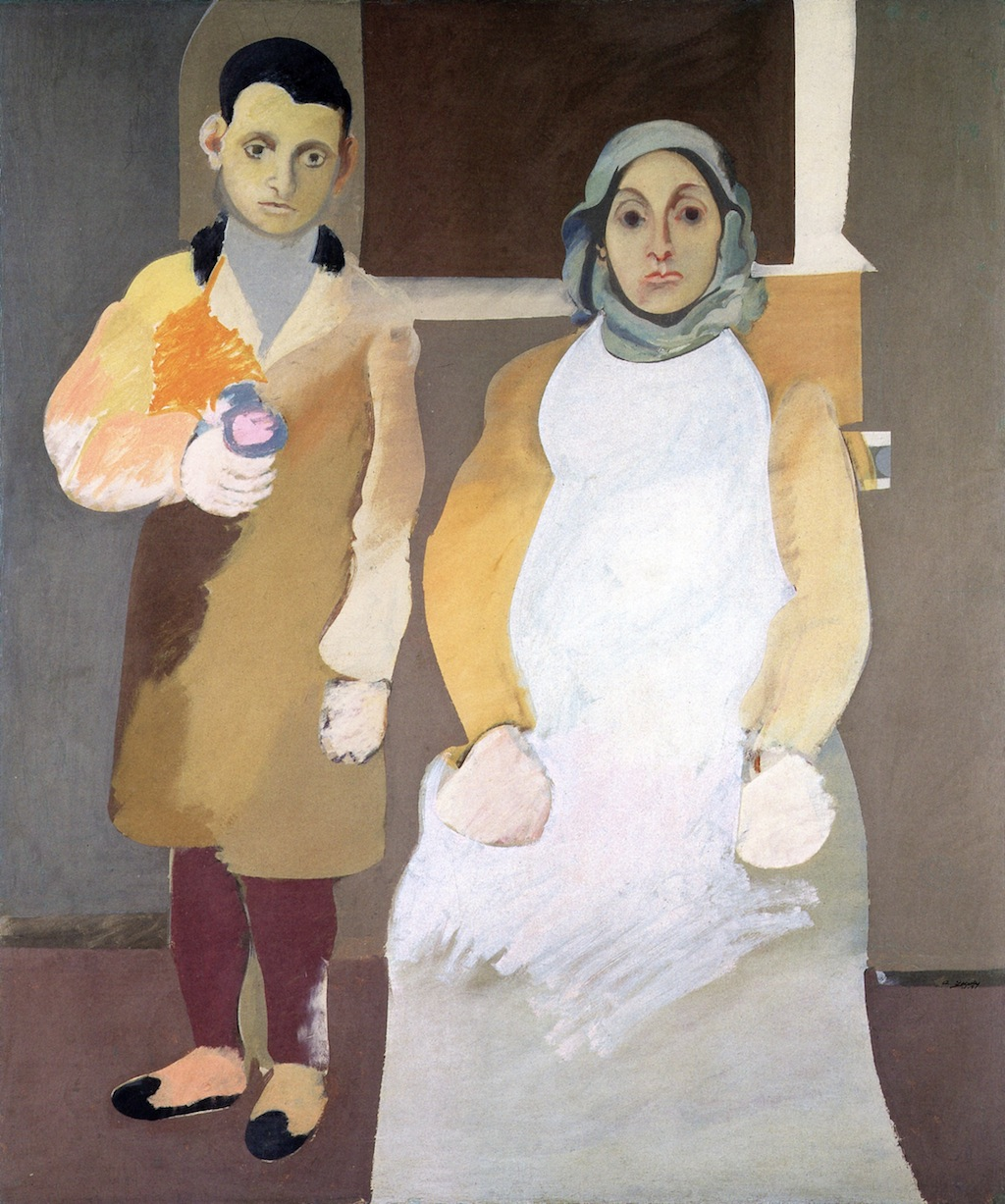
Arshile Gorky, L'artista i la seua mare, 1926-1936

A partir de mitjan dècada dels 1930, la seua pintura guanyà un cert reconeixement. Durant l'època del New Deal, va rebre un encàrrec per a la decoració d'un mural per a l'aeroport de Newark. El gener del 1944, exiliat a Nova York, André Breton va descobrir les seues pintures. Es van conéixer el desembre d'aquell any.
El 1947, en un intent d'aturar un càncer diagnosticat tardanament, va haver de sotmetre's a una operació quirúrgica amb conseqüències traumàtiques. "Aquesta operació arriba després d'una sèrie de desastres: la desaparició de gran part de la seua obra en un incendi del seu estudi, un greu accident d'automòbil i la marxa de la seua dona". Arshile Gorky no va poder recuperar-se i es va suïcidar als 44 anys.

## Obra
L'obra de Gorki es pot dividir en dos períodes: figuratiu i abstracte. El canvi gradual cap al segon es va produir abans de la Segona Guerra Mundial, època durant la qual hi hagué una ruptura estilística radical.

### Olis sobre tela
- Jardins de Sotchi, sèrie, 1942[5]
- El pirata, I, 1948
- Waterfall, 1943
- Com es desplega el davantal brodat de ma mare al llarg de la meua vida, 1944, 101,6 × 114,3 cm, Museu d'Art de Seattle[6]
- Els companys d'infantesa, 1944
- El fetge és el cap del gall, 1944[7]
- Un any el card, 1944, National Gallery of Art de Washington
- Abraçada, 1945[8]
- Taula de paisatge, 1945, Museu Nacional d'Art Modern de París[9]
- Estimat carbonitzat, 1946
- D'un pla elevat, II, 1946, 43,2 × 61 cm[9]
- Agonia, 1947[10]
- Compromís, II, 1947[11]

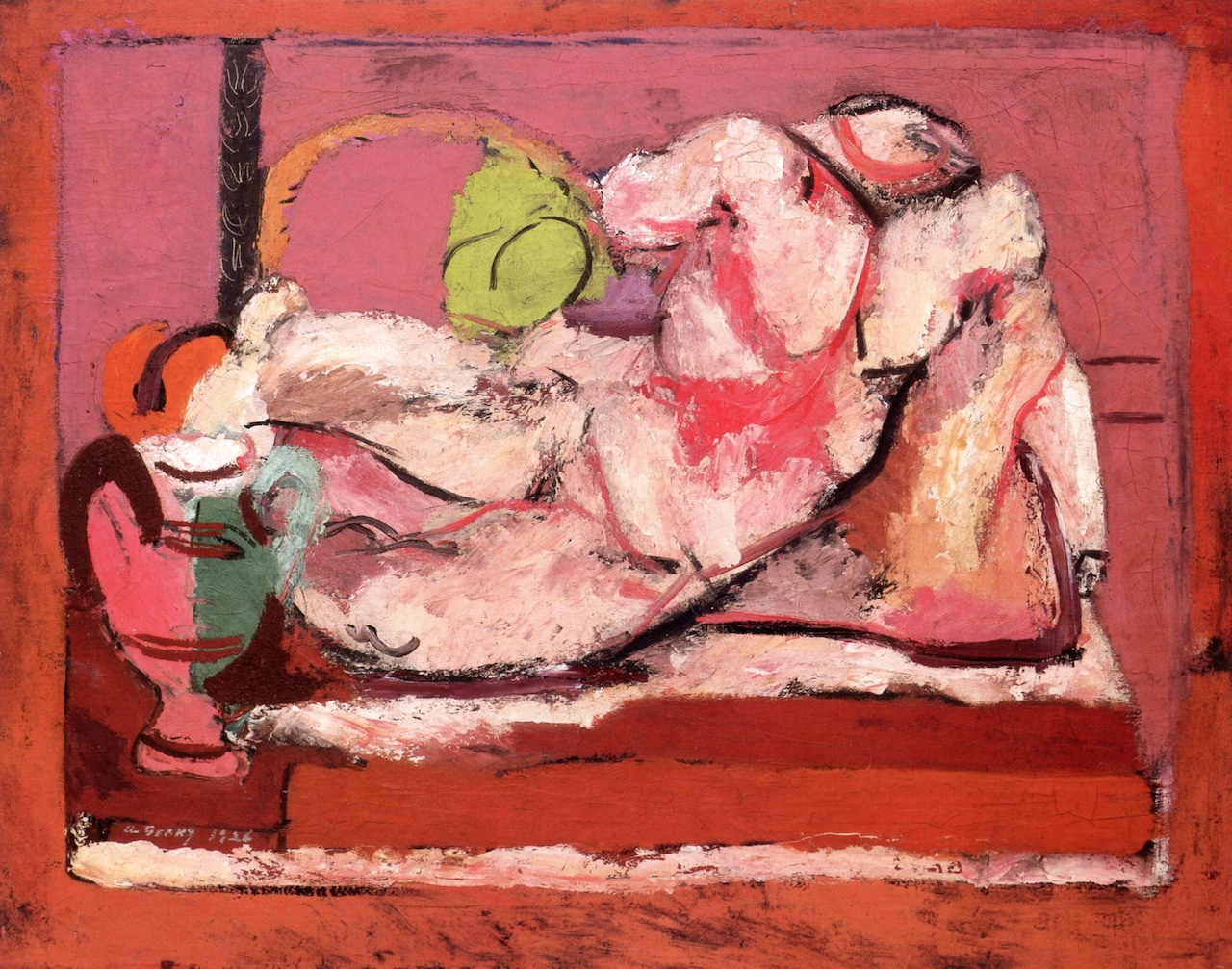
El repartiment antic (1926)
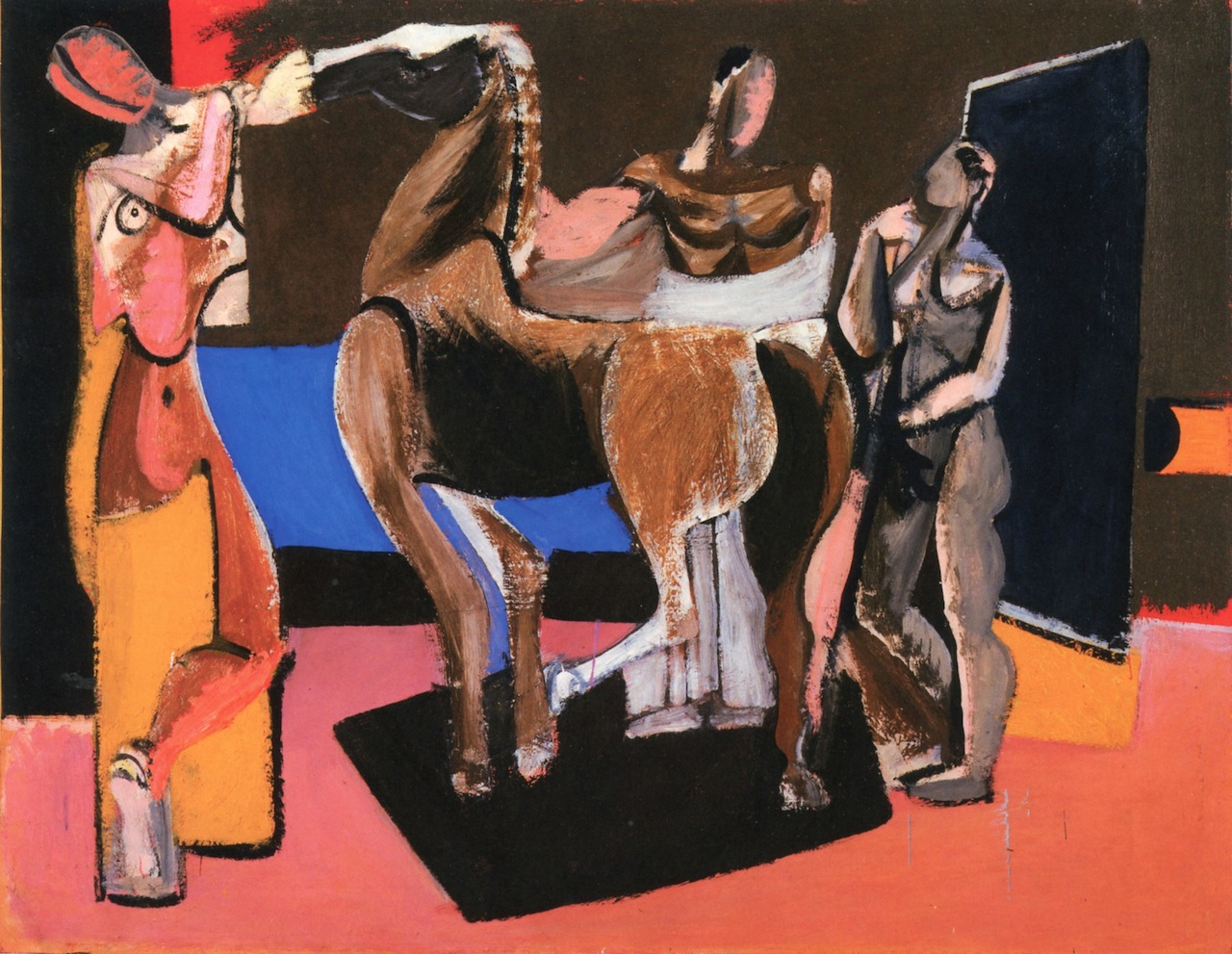
Composició. Cavall i figures (1934)
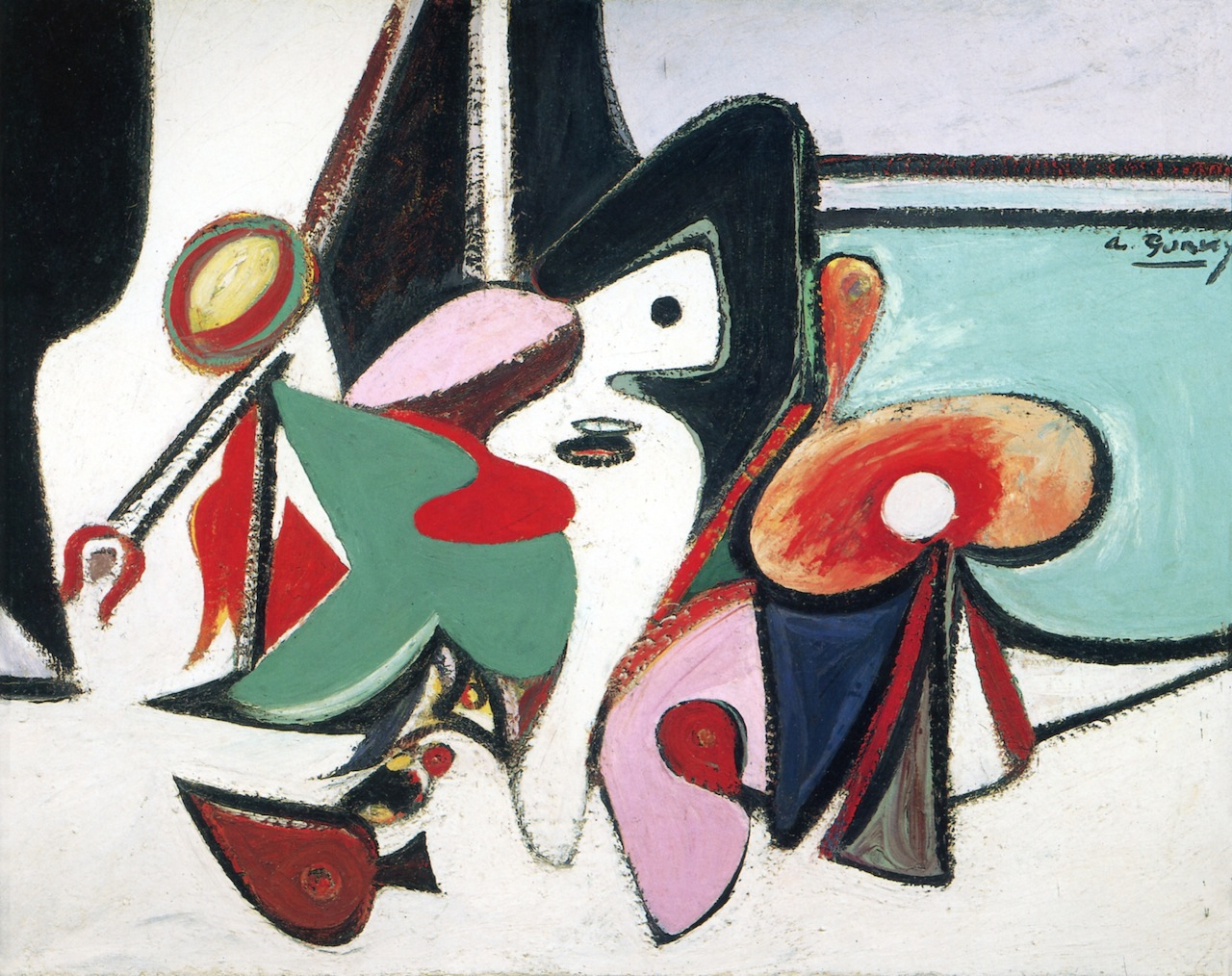
Pintura (1936-1937)
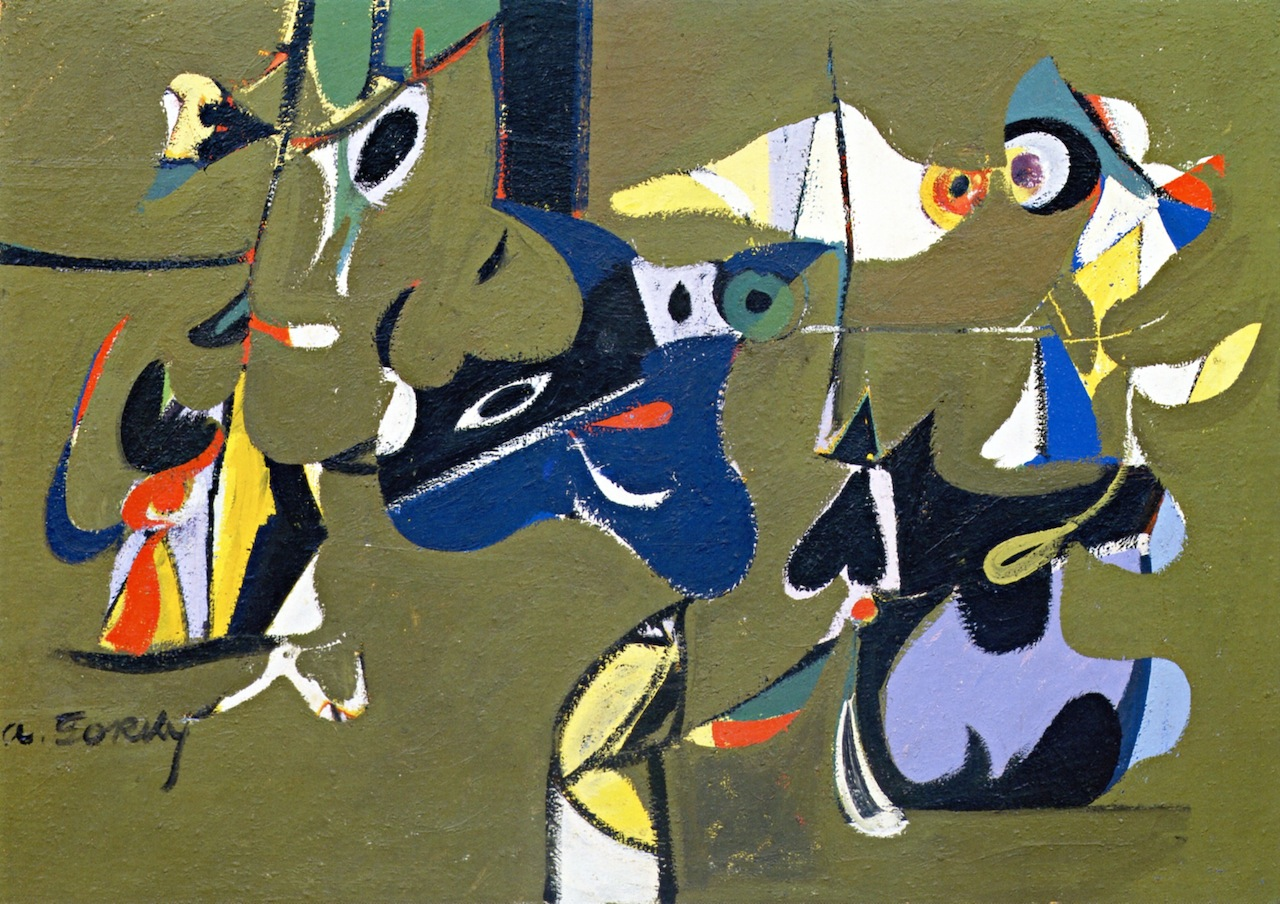
Jardí a Sotxi III (1941)
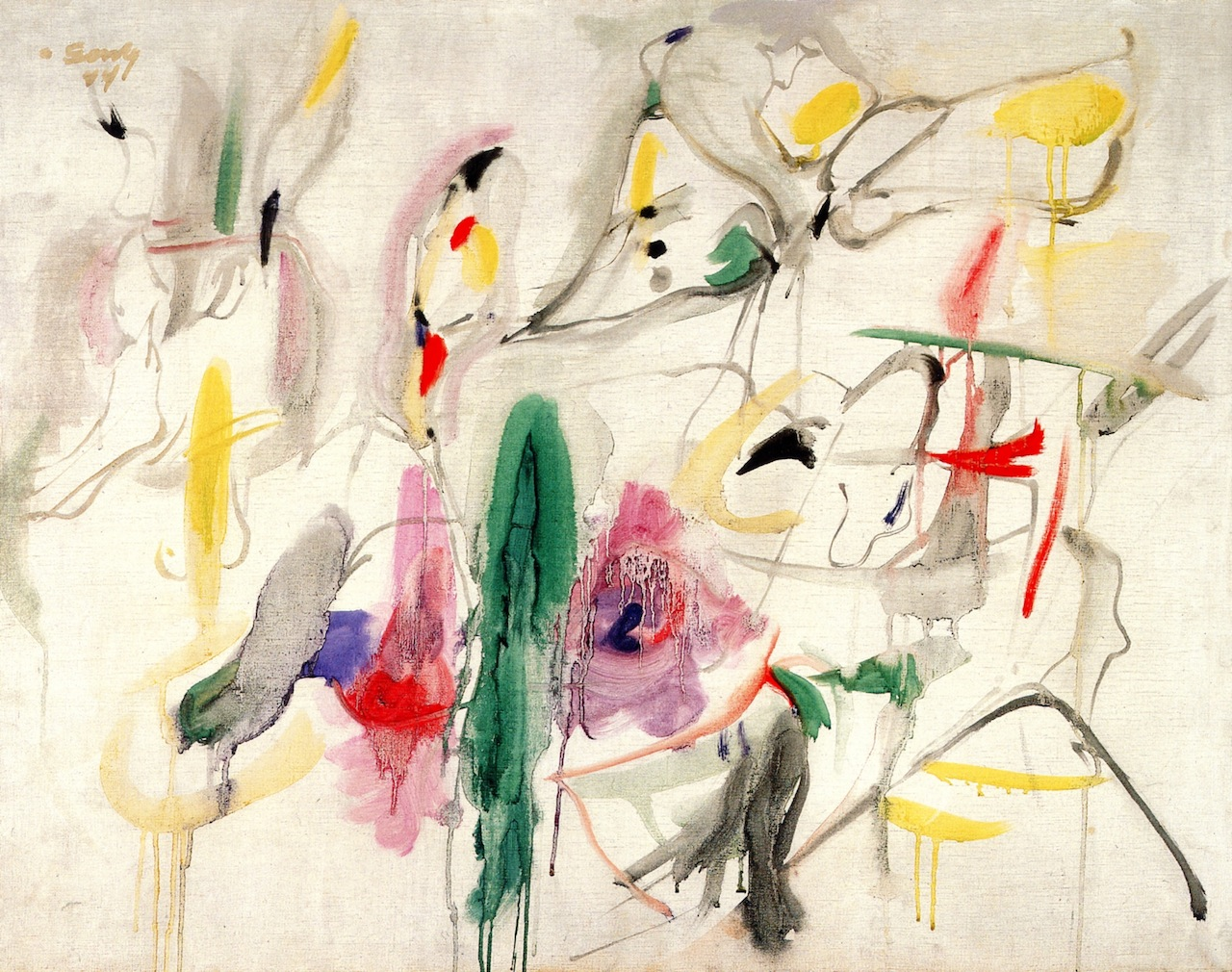
Amor per la nova arma (1944)